# Caprarola
Caprarola este o comună în Provincia Viterbo, Lazio din Italia. În 2011 avea o populație de 5.358 de locuitori.

## Demografie
Caprarola - evoluția demografică

|  | Graficele sunt indisponibile din cauza unor probleme tehnice. Mai multe informații se găsesc la Phabricator și la wiki-ul MediaWiki. |

Date: Recensăminte sau birourile de statistică - grafică realizată de Wikipedia

## Filmografie
- Seriale TV Medici: Masters of Florence (Villa Farnese).[3]